# Lijst van voetbalinterlands Duitsland - Spanje
Deze lijst van voetbalinterlands is een overzicht van alle officiële voetbalwedstrijden tussen de nationale teams van Duitsland en Spanje. De landen hebben tot op heden 27 keer tegen elkaar gespeeld. De eerste ontmoeting was een vriendschappelijke wedstrijd in Keulen op 12 mei 1935. Het laatste duel, een kwartfinale van het Europees kampioenschap voetbal 2024, vond plaats op 5 juli 2024 in Stuttgart.

## Wedstrijden
| №  | Plaats               | Datum            | Competitie                  | Wedstrijd               | Uitslag |
| -- | -------------------- | ---------------- | --------------------------- | ----------------------- | ------- |
| 1  | Keulen               | 12 mei 1935      | Vriendschappelijk           | Spanje − Duitsland      | 1 − 2   |
| 2  | Barcelona            | 23 februari 1936 | Vriendschappelijk           | Spanje − Duitsland      | 1 − 2   |
| 3  | Berlijn              | 12 april 1942    | Vriendschappelijk           | Duitsland − Spanje      | 1 − 1   |
| 4  | Madrid               | 28 december 1952 | Vriendschappelijk           | Spanje − West-Duitsland | 2 − 2   |
| 5  | Frankfurt am Main    | 19 maart 1958    | Vriendschappelijk           | West-Duitsland − Spanje | 2 − 0   |
| 6  | Birmingham           | 20 juli 1966     | WK 1966                     | West-Duitsland − Spanje | 2 − 1   |
| 7  | Sevilla              | 11 februari 1970 | Vriendschappelijk           | Spanje − West-Duitsland | 2 − 0   |
| 8  | Stuttgart            | 24 november 1973 | Vriendschappelijk           | West-Duitsland − Spanje | 2 − 1   |
| 9  | Barcelona            | 23 februari 1974 | Vriendschappelijk           | Spanje − West-Duitsland | 1 − 0   |
| 10 | Madrid               | 24 april 1976    | EK 1976 kwalificatie        | Spanje − West-Duitsland | 1 − 1   |
| 11 | München              | 22 mei 1976      | EK 1976 kwalificatie        | West-Duitsland − Spanje | 2 − 0   |
| 12 | Madrid               | 2 juli 1982      | WK 1982                     | West-Duitsland − Spanje | 2 − 1   |
| 13 | Parijs               | 20 juni 1984     | EK 1984                     | West-Duitsland − Spanje | 0 − 1   |
| 14 | Hannover             | 15 oktober 1986  | Vriendschappelijk           | West-Duitsland − Spanje | 2 − 2   |
| 15 | München              | 17 juni 1988     | EK 1988                     | West-Duitsland − Spanje | 2 − 0   |
| 16 | Chicago              | 21 juni 1994     | WK 1994                     | Duitsland − Spanje      | 1 − 1   |
| 17 | Jerez de la Frontera | 22 februari 1995 | Vriendschappelijk           | Spanje − Duitsland      | 0 − 0   |
| 18 | Hannover             | 16 augustus 2000 | Vriendschappelijk           | Duitsland − Spanje      | 4 − 1   |
| 19 | Palma de Mallorca    | 12 februari 2003 | Vriendschappelijk           | Spanje − Duitsland      | 3 − 1   |
| 20 | Wenen                | 29 juni 2008     | EK 2008                     | Duitsland − Spanje      | 0 − 1   |
| 21 | Durban               | 7 juli 2010      | WK 2010                     | Duitsland − Spanje      | 0 − 1   |
| 22 | Vigo                 | 18 november 2014 | Vriendschappelijk           | Spanje − Duitsland      | 0 − 1   |
| 23 | Düsseldorf           | 23 maart 2018    | Vriendschappelijk           | Duitsland − Spanje      | 1 − 1   |
| 24 | Stuttgart            | 3 september 2020 | UEFA Nations League 2020/21 | Duitsland − Spanje      | 1 − 1   |
| 25 | Sevilla              | 17 november 2020 | UEFA Nations League 2020/21 | Spanje − Duitsland      | 6 − 0   |
| 26 | Al Khawr             | 27 november 2022 | WK 2022                     | Spanje – Duitsland      | 1 – 1   |
| 27 | Stuttgart            | 5 juli 2024      | EK 2024                     | Spanje − Duitsland      | 2 – 1   |

## Samenvatting
| Competitie          | Totaal gespeeld | Winst Duitsland | Gelijk | Winst Spanje | Doelsaldo Duitsland – Spanje |
| ------------------- | --------------- | --------------- | ------ | ------------ | ---------------------------- |
| WK-eindronde        | 5               | 2               | 2      | 1            | 6 − 5                        |
| EK-eindronde        | 4               | 1               | 0      | 3            | 3 − 4                        |
| EK-kwalificatie     | 2               | 1               | 1      | 0            | 3 − 1                        |
| UEFA Nations League | 2               | 0               | 1      | 1            | 1 − 7                        |
| Vriendschappelijk   | 14              | 5               | 5      | 4            | 20 − 16                      |
| Totaal              | 27              | 9               | 9      | 9            | 33 − 33                      |

Wedstrijden bepaald door strafschoppen worden, in lijn met de FIFA, als een gelijkspel gerekend.

## Details

### Negentiende ontmoeting
| Vriendschappelijk (Palma de Mallorca, Spanje, 12 februari 2003):                                                                   |       |                 |
| Spanje | 3 – 1 | Duitsland       |
| Raúl González 31' Raúl González 76' (pen.) Iván Guti 83'                                                                           | goals | 38' Fredi Bobic |
| - Debuut van Benjamin Lauth (TSV München 1860), Hanno Balitsch (Bayer 04 Leverkusen) en Tobias Rau (VfL Wolfsburg) voor Duitsland. |       |                 |

### 25ste ontmoeting
| UEFA Nations League 2020/21 (Estadio de La Cartuja, Sevilla, Spanje, 17 november 2020):                           |       |           |
| Spanje | 6 – 0 | Duitsland |
| Álvaro Morata 17' Ferran Torres 33' Rodrigo Hernández 38' Ferran Torres 55' Ferran Torres 71' Mikel Oyarzabal 89' | goals |           |